# Distretti del Portogallo

Distretti del Portogallo

I distretti del Portogallo (in portoghese Distritos de Portugal) sono la suddivisione territoriale di primo livello del Paese.
Al 2025 sono 18; a pari livello amministrativo si trovano anche le regioni autonome insulari delle Azzorre e di Madera.

## Lista
| Localizzazione | Distretto                     | Capoluogo        | Regione           | Popolazione (2011) | Superficie (km²) | Densità |
| -------------- | ----------------------------- | ---------------- | ----------------- | ------------------ | ---------------- | ------- |
|                | Distretto di Aveiro           | Aveiro           | Centro, Nord      | 714 200            | 2 800            | 254,12  |
|                | Distretto di Beja             | Beja             | Alentejo          | 152 758            | 10 266           | 15,77   |
|                | Distretto di Braga            | Braga            | Nord              | 848 185            | 2 706            | 323,99  |
|                | Distretto di Braganza         | Braganza         | Nord              | 136 252            | 6 599            | 22,52   |
|                | Distretto di Castelo Branco   | Castelo Branco   | Centro            | 196 264            | 6 627            | 31,17   |
|                | Distretto di Coimbra          | Coimbra          | Centro            | 430 104            | 3 974            | 111,79  |
|                | Distretto di Évora            | Évora            | Alentejo          | 166 726            | 7 392            | 23,46   |
|                | Distretto di Faro             | Faro             | Algarve           | 451 006            | 4 995            | 79,68   |
|                | Distretto di Guarda           | Guarda           | Centro Nord       | 160 939            | 5 536            |         |
|                | Distretto di Leiria           | Leiria           | Centro            | 470 930            | 3 509            |         |
|                | Distretto di Lisbona          | Lisbona          | Lisbona           | 2 250 533          | 2 801            |         |
|                | Distretto di Portalegre       | Portalegre       | Alentejo          | 118 506            | 6 084            |         |
|                | Distretto di Porto            | Porto            | Nord              | 1 817 172          | 2 332            |         |
|                | Distretto di Santarém         | Santarém         | Centro, Alentejo  | 453 638            | 6 723            |         |
|                | Distretto di Setúbal          | Setúbal          | Alentejo, Lisbona | 851 258            | 5 163            |         |
|                | Distretto di Viana do Castelo | Viana do Castelo | Nord              | 244 836            | 2 219            |         |
|                | Distretto di Vila Real        | Vila Real        | Nord              | 206 661            | 4 309            |         |
|                | Distretto di Viseu            | Viseu            | Centro            | 377 653            | 5 011            |         |